# Пурэвжавын Тэмуужин
Пурэвжавын Тэмуужин (монг. Пүрэвжавын Тэмүүжин; род. 2 июня 1994, Дархан) — монгольский тхэквондист, участник летних Олимпийских игр 2016 года, призёр крупных международных соревнований.

## Биография
На крупнейших взрослых международных соревнованиях Пурэвжавын Тэмуужин начал выступать в 2013 году. До 2016 года он выступал в весовой категории до 63 кг. На чемпионате мира в мексиканской Пуэбле Тэмуужин смог пробиться во второй раунд, но там со счётом 6:17 уступил казахстанскому тхэквондисту Нурсултану Мамаеву. Монгольский спортсмен был близок к завоеванию медали на чемпионате Азии 2014 года, но в четвертьфинале он ничего не смог противопоставить призёру Олимпийских игр корейцу Ли Дэ Хуну. Свою первую награду Тэмуужин завоевал на открытом чемпионате Кореи, где дошёл до полуфинала, но уступил там японцу Ясухиро Хамада 8:20. С ним же монгольский тхэквондист встретился в первом раунде Азиатских игр и вновь потерпел поражение. В апреле 2016 года состоялся азиатский отборочный квалификационный турнир на Олимпийские игры в Рио-де-Жанейро. Для участие в нём Тэмуужину пришлось перейти в более тяжёлую весовую категорию (до 68 кг). На Игры квалифицировались по 2 сильнейших спортсмена в каждой категории. В четвертьфинале турнира Тэмуужин сотворил одну из главных сенсаций, победив решением судьи двукратного призёра Олимпийских игр афганистанца Рохулла Никпая. Для попадания на Игры Тэмуужину необходимо было побеждать представителя Тайваня, с чем он успешно справился, выиграв со счётом 12:7. В ничего уже не решавшем финальном поединке монгольский спортсмен уступил Ахмаду Абугаушу из Иордании. Тэмуужин стал первым в истории Монголии тхэквондистом, получившим право выступать на Олимпийских играх.
Перед началом Олимпийских игр монгольский тхэквондист, согласно своему положению в мировом рейтинге, получил 14-й номер посева. В первом раунде соревнований в весовой категории до 68 кг Тэмуужин встретился с бронзовым призёром последнего чемпионата мира мексиканцем Саулем Гутьерресом. Поединок сложился довольно неожиданно и завершился минимальной победой монгольского спортсмена 12:11. В четвертьфинале Тэмуужин встречался с испанцем Хоэлем Гонсалесом и уступил тому со счётом 4:7. У Тэмуужина оставался ещё шанс побороться за бронзовую медаль, но для этого было необходимо, чтобы Гонсалес пробился в финал, однако он неожиданно проиграл Ахмаду Абугаушу и, таким образом монгольский спортсмен завершил свои выступления на Олимпийских играх, заняв итоговое 9-е место.
В 2017 году Тэмуужин выиграл ещё одну бронзовую награду, став третьим на открытом чемпионате Казахстана. На чемпионате мира монгольский тхэквондист смог пробиться в 1/16 финал, где потерпел разгромное поражение от Абугауша (8:39). Ещё раз Тэмуужин проиграл иорданскому спортсмену в рамках Универсиады. Во втором раунде соревнований Абугауш победил Тэмуужина со счётом 28:0. На Азиатских играх 2018 года монгольский тхэквондист выступил в новой для себя весовой категории — до 80 кг. Тэмуужин смог пройти первый раунд соревнований, но во втором проиграл будущему чемпиону узбекистанцу Никите Рафаловичу и выбыл из борьбы за медали.